# Jaroslava Pečírková
Jaroslava Pečírková (* 9. března 1941, Plzeň) je česká slavistka, specializující se na starou češtinu; mj. byla vedoucí autorského kolektivu Staročeského slovníku (v letech 1988–2008) a editorkou staročeské bible.
Vystudovala filozoficko-historickou fakultu Univerzity Karlovy. Od roku 1963 působí na Ústavu pro jazyk český AVČR.